# El Rosario (Atacama)
El Rosario es una localidad chilena ubicada en la Provincia del Huasco, Región de Atacama. Se ubica en la parte superior del Valle del Huasco.

## Historia
Esta localidad ubicada en las proximidades del poblado de Alto del Carmen, fue una importante hacienda agrícola durante el período de la colonia, este asentamiento llamado antiguamente Fundo Rosqui, perteneció al famoso encomendero español Jerónimo Ramos de Torres, quien poseía una gran cantidad de tierras del Valle del Huasco.
En 1717 figura una Capilla existente con Imagen de la Virgen del Rosario en Guasco Alto.
En 1736 se construyó una Capilla en los terrenos de Capitán Phelipe Herrera en el lugar denominado Rosario. A la vez llegaron más familias españolas con la siguiente subdivisión de las tierras de las encomiendas. Entre las primeras familias, se nota el nombre de los Páez, familia que se estableció en lo que es hoy día San Félix. Ellos venían de Vinchina, Argentina.
De acuerdo a algunos antecedentes históricos este fue el primer asentamiento español del Valle del Carmen, poseía una capilla y cementerio.
Esta Hacienda a comienzos del siglo XIX fue adquirida por la familia Bou, quienes desarrollaron aquí el famoso Pisco Bou Barroeta.

## Turismo
La Hacienda El Rosario, no posee actualmente visitas guiadas a sus instalaciones, sin embargo, es posible apreciar gran parte de la hacienda desde el camino público que une Alto del Carmen y San Félix.
Las excursiones guiadas del Valle de los Españoles tienen aquí una detención para apreciar esta histórica localidad.

## Accesibilidad y transporte
La localidad de El Rosario se encuentra ubicada a 5 kilómetros de Alto del Carmen.
Por lo que es fácil realizar excursiones desde este último pueblo ya sea caminando, a caballo o en bicicleta.
Existe transporte público diario a través de buses de rurales desde el terminar rural del Centro de Servicios de la Comuna de Alto del Carmen, ubicado en calle Marañón 1289, Vallenar.
Si viaja en vehículo propio, no olvide cargar suficiente combustible en Vallenar antes de partir. No existen puntos de venta de combustible en la comuna de Alto del Carmen.
A pesar de la distancia, es necesario considerar un tiempo mayor de viaje, debido a que la velocidad de viaje esta limitada por el diseño del camino. Se sugiere hacer una parada de descanso en el poblado de Alto del Carmen para hacer más grato su viaje.
El camino es transitable durante todo el año, sin embargo es necesario tomar precauciones en caso de eventuales lluvias en invierno.

## Alojamiento y alimentación
En la comuna de Alto del Carmen existen pocos servicios de alojamiento formales, es posible encontrar en el poblado de Alto del Carmen, se recomienda hacer una reserva con anticipación.
En las proximidades a El Rosario no hay servicios de campin, sin embargo se puede encontrar algunos puntos rurales con facilidades para los campistas en La Junta, Crucecita y Retamo.
Los servicios de alimentación son escasos, existiendo en Alto del Carmen y San Félix algunos restaurantes.
En muchos poblados hay pequeños almacenes que pueden facilitar la adquisición de productos básicos durante su visita.

## Salud, conectividad y seguridad
La hacienda de El Rosario cuenta con servicios de agua potable rural, electricidad y alumbrado público.
En Alto del Carmen y San Félix se encuentran localizados un Retenes de Carabineros de Chile y Postas Rurales dependientes del Municipio de Alto del Carmen.
En El Rosario, no hay servicio de teléfonos públicos rurales, sin embargo existe señal para teléfonos celulares.
El Municipio de Alto del Carmen cuenta con una red de radio VHF en toda la comuna en caso de emergencias.
En la localidad no hay servicio de cajeros automáticos, por lo que se sugiere tomar precauciones antes del viaje. Sin embargo, algunos almacenes de Alto del Carmen, San Félix cuentan con servicio de Caja Vecina.